# Finnische Badmintonmeisterschaft 1970
Die Finnische Badmintonmeisterschaft 1970 fand in Helsinki statt. Es war die 16. Austragung der nationalen Titelkämpfe von Finnland im Badminton.

## Titelträger
| Disziplin    | Sieger                               |
| ------------ | ------------------------------------ |
| Herreneinzel | Eero Läikkö                          |
| Dameneinzel  | Sylvi Jormanainen                    |
| Herrendoppel | Dick Monthén Jouko Degerth           |
| Damendoppel  | Bodil Valtonen Sylvi Jormanainen     |
| Mixed        | Mårten Segercrantz Sylvi Jormanainen |